# Brownlee Tramway
| Dalton’s Bridge über den Te Hoiere / Pelorus River |                           |                                |                                |
| Streckenverlauf |                           |                                |                                |
| Streckenlänge: | 29 km                     |                                |                                |
| Spurweite: | 914 mm (engl. 3-Fuß-Spur) |                                |                                |
| |                           |                                |                                |
| \| \| 0 \| Carluke \| Carluke \| \| \| \| Rai Valley \| \| \| \| \| Pelorus Valley \| \| \| \| \| Dalton’s Bridge \| \| \| \| \| Wakamarina River at Canvastown \| \| \| \| 29 \| Blackball \| Blackball \| |                           |                                |                                |
| Kopfbahnhof Streckenanfang (Strecke außer Betrieb) | 0                         | Carluke                        | Carluke                        |
| Strecke (außer Betrieb) |                           | Rai Valley                     | Rai Valley                     |
| Strecke (außer Betrieb) |                           | Pelorus Valley                 | Pelorus Valley                 |
| Brücke über Wasserlauf (Strecke außer Betrieb) |                           | Dalton’s Bridge                | Dalton’s Bridge                |
| Brücke über Wasserlauf (Strecke außer Betrieb) |                           | Wakamarina River at Canvastown | Wakamarina River at Canvastown |
| Kopfbahnhof Streckenende (Strecke außer Betrieb) | 29                        | Blackball                      | Blackball                      |

Die Brownlee Tramway im Marlborough District war eine von um 1881 bis 1915 betriebene, 29 Kilometer lange Waldeisenbahn in Neuseeland, die über eine Spurweite von 3 Fuß (914 mm) verfügte und durch das Rai Valley und entlang des Te Hoiere / Pelorus River führte. Die Bahn wurde von William Brownlee und später von seinem Sohn John betrieben, die Sägewerksbesitzer in der Gegend waren.

## Streckenführung
Die Waldbahn wurde in einer verhältnismäßig hohen Qualität errichtet, damit sie eines Tages von dem New Zealand Railways Department (NZR) für die Strecke nach Nelson hätte übernommen werden können. Carluke war eine um das Sägewerk errichtete Siedlung, die nach der schottischen Stadt Carluke benannt war. Von dort führte die Strecke durch das Rai Valley und entlang des nördlichen Ufers des Pelorus River Valley, auf der gegenüberliegenden Seite des Pelorus River Reserve und der Pelorus Bridge. Sie bog nach Osten ab und folgte dem Te Hoiere / Pelorus River bis zur Dalton’s Bridge. Ihre Trasse wird heute vom New Zealand State Highway 6 genutzt, bis dort, wo sie den Wakamarina River bei Canvastown überquerte. Der ehemalige Bahndamm ist heute noch sichtbar. Die Strecke folgte dann der Hauptstraße bis Blackball am Port Underwood.

## Lokomotiven
| Name       | Hersteller | Werks-Nr. | Baujahr | Bauart        | Foto                                                      | Bemerkungen |
| ---------- | ---------- | --------- | ------- | ------------- | --------------------------------------------------------- | --- |
| Aunt Sally | Barclay    | 718       | 1892    | Konventionell | No. 8 at Brownlees Mill Carluke hauling timber to Pelorus | Anfangs hatte die Lok eine mit langen Kuppelstangen von der Lok angetriebenen Seilwinde, bei deren Betrieb die Lok aufgebockt wurde. Bei Entfernung der Winde von 0-4-0 auf 2-4-2 umgebaut, um besser auf fliegenden Gleisen einsetzbar zu sein. Shanks-Kessel, Satteltank und Führerstandskabine wurden später in Ruru nachgerüstet. Heute(2018) im Havelock Museum. |
| Opouri     | Stearns    | 1063      | 1902    | Heisler       |                                                           | Die amerikanische Getriebelokomotive stürzte in den Te Hoiere / Pelorus River, als 1911 Dalton’s Bridge einstürzte. Ihre Zylinder-Einheit ist beim Bush Tramway Club erhalten. |
| Twins      | Barclay    | 1130A     | 1907    | Konventionell |                                                           | 1130A+B waren anfangs als Doppellokomotive Heck an Heck fest miteinander gekuppelt. Sie wurden bald getrennt und separat voneinander eingesetzt. 1130A blieb bei den Brownlees working in Ruru und ist jetzt in Tauranga ausgestellt. |
| Twins      | Barclay    | 1130B     | 1907    | Konventionell |                                                           | 1130B wurde 1917 auf die Nordinsel verschifft und ist nicht erhalten. |

Außerdem gab es weitere Dampflokomotiven und mehrere Diesel-Draisinen.

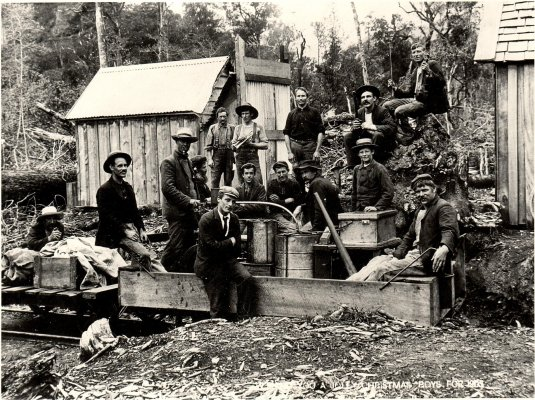
Buschmänner mit Musikinstrumenten
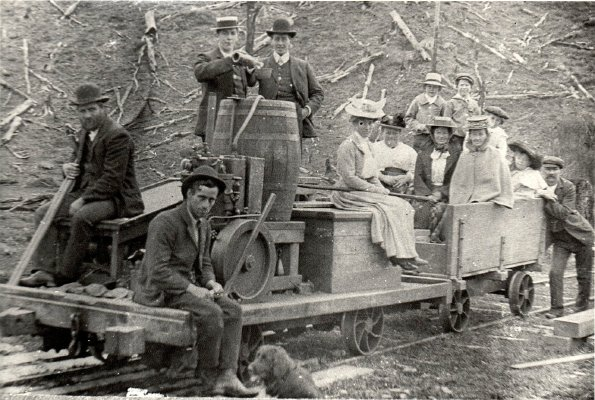
Ausflugsfahrt
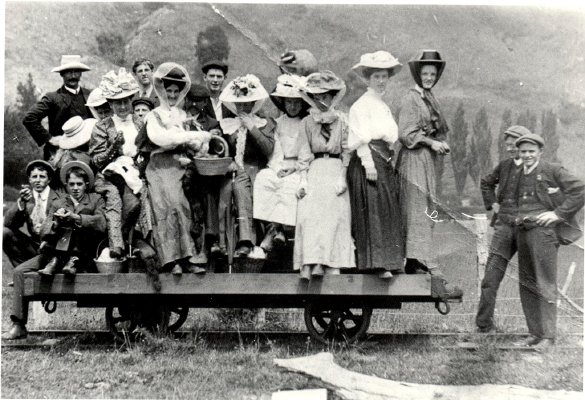
Ausflugsfahrt